# The Ocean Race

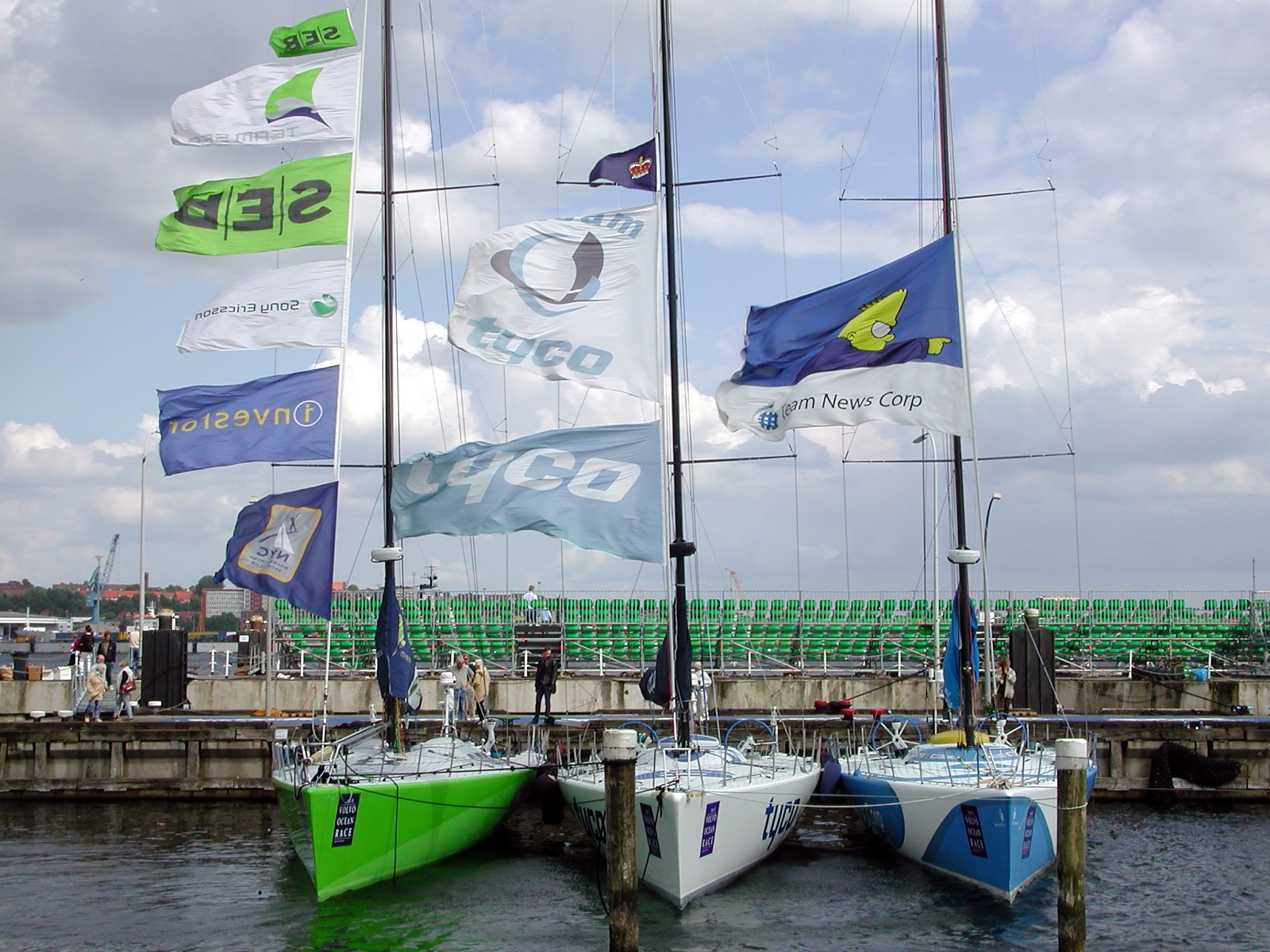
Volvo Ocean Race (2001-2002)
'Team SEB', 'Team Tyco' e 'News Corp' - porto de Kiel

A Ocean Race (anteriormente conhecida por Whitbread Round the World Race e Volvo Ocean Race) é a mais antiga e conhecida regata em torno do mundo, com escalas, e que se realiza de três em três anos.
Originalmente nomeada em homenagem ao seu patrocinador inicial, a cervejaria British Whitbread, com o nome Whitbread Round the World Race foi criada em 1973, tendo em 2001 sido adquirida pelo fabricante de automóveis sueco Volvo Cars. Em 2019, foi renomeada The Ocean Race após ter sido adquirida pelo Atlant Sports Group.
Atualmente, a Holanda detém o recorde de três vitórias, com o holandês Conny van Rietschoten, o único capitão a vencer a corrida duas vezes.
Embora a rota mude para acomodar vários portos de escala, a corrida normalmente parte da Europa em outubro, e em edições recentes teve 9 ou 10 etapas, com corridas dentro do porto de muitas das cidades de escala. A corrida de 2008-09 começou em Alicante, na Espanha, em 11 de outubro de 2008. A rota para a corrida de 2008-2009 foi alterada de anos anteriores para incluir escalas na Índia e na Ásia pela primeira vez. A rota de 2008-09 cobriu quase 72.000 km, levou nove meses para ser concluída e alcançou uma audiência de TV cumulativa de 2 mil milhões de pessoas em todo o mundo.
Durante os nove meses de 2011-12 da Volvo Ocean Race, que começou em Alicante, Espanha em outubro de 2011 e foi concluída em Galway, na Irlanda, em julho de 2012, as equipas planeavam navegar por mais de 39.000 km mares nos mares mais traiçoeiros do mundo, passando pela Cidade do Cabo, Abu Dhabi, Sanya, Auckland, ao redor do Cabo Horn até Itajaí, Miami, Lisboa e Lorient.
Assim como nas edições anteriores, a Volvo Ocean Race 2014–15 começou em Alicante, Espanha, no dia 11 de outubro. O destino foi Gotemburgo, na Suécia, marcado para junho de 2015, com escalas nos portos da Cidade do Cabo, Abu Dhabi, Sanya, Auckland, Itajaí, Newport, Lisboa, Lorient, e com uma paragem em Haia na última etapa.
Cada participante tem uma equipe de vela profissional (na corrida 2014-2015) que correm dia e noite por mais de 20 dias de cada vez em algumas das etapas. Os membros da tripulação são obrigados a ser mais do que marinheiros, alguns deles têm treino em resposta médica, fabricação de velas, reparo de motores a diesel, eletrónica, nutrição, matemática e hidráulica. Há também um membro da equipa de media dedicado, chamado On Board Reporter (OBR), que não contribui para a navegação do barco, mas é responsável pelo envio de imagens e vídeos para a sede da corrida via satélite a partir do meio do oceano. Na corrida de 2017-2018, o número de tripulantes variou entre 7 e 10 (mais o OBR), dependendo da proporção entre os sexos, com as regras proporcionando um incentivo para que as mulheres estivessem a bordo.
A comida fresca não é permitida para ser levada a bordo depois do começo, assim a tripulação vive de comida liofilizada. A tripulação experimenta variações de temperatura de -5 a +40 graus Celsius levando apenas uma mudança de roupa.

## Origem
No ano 1973 a competição foi viabilizada com os apoios financeiros garantidos pelo patrocínio da Whitbread, que deu o nome à prova, e a British Royal Naval Sailing Association.
Entre 2001 e 2019, a Volvo Personvagnar AB, fabricante sueco de veículos e motores, passou a patrocinar a prova.

## Percurso
O percurso da regata tem sofrido alterações ao longo dos anos, mas basicamente consiste numa largada da Europa com destino à África do Sul, daí até ao Cabo Horn e à Austrália, depois até ao Brasil (na cidade de Itajaí, Santa Catarina) e de volta à Europa.
Desde a edição de 2011–12 que a regata tem passado por Lisboa (2012, 2014 e 2017)

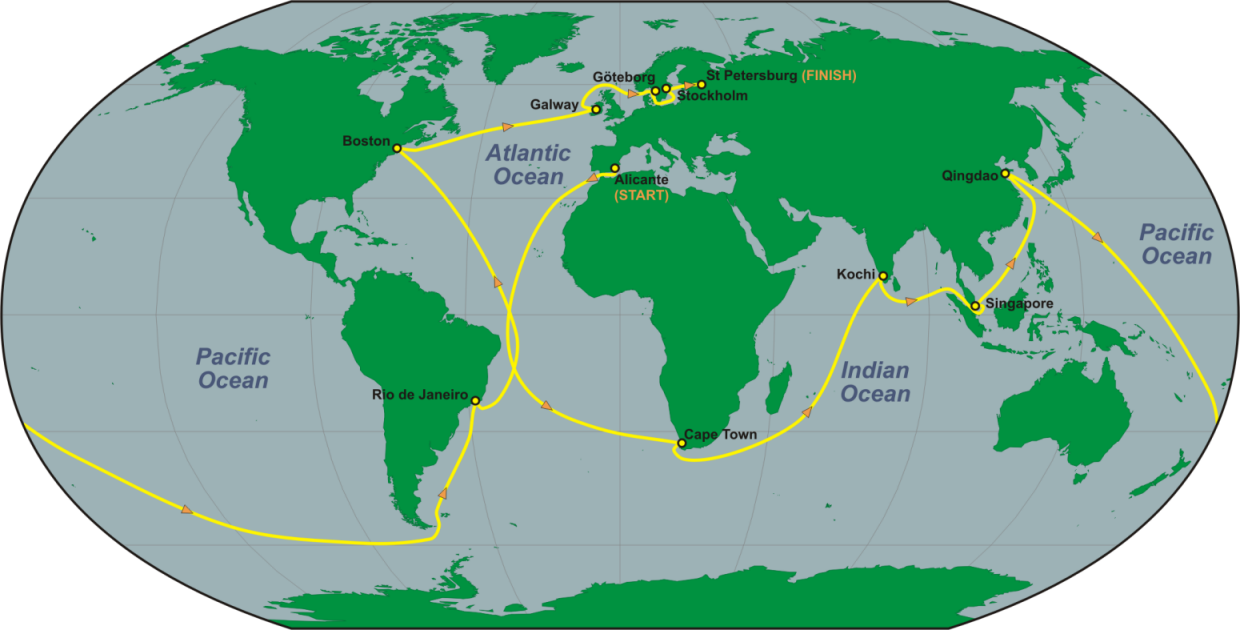
Volvo Ocean Race (2008-2009)
Rota e etapas

## Regatas
| Edição  | Veleiro vencedor   | Participantes | Cidade de largada       | Cidade de chegada       | nº de etapas |
| ------- | ------------------ | ------------- | ----------------------- | ----------------------- | ------------ |
| 2021–22 |                    |               | Alicante, Espanha       | Gênova, Itália          |              |
| 2017–18 | Dongfeng Race Team | 7             | Alicante, Espanha       | Haag, Países Baixos     | 10           |
| 2014–15 | Azzam              | 7             | Alicante, Espanha       | Gotemburgo, Suécia      | 9            |
| 2011–12 | Groupama 4         | 6             | Alicante, Espanha       | Galway, Irlanda         | 9            |
| 2008–09 | Ericsson 4         | 8             | Alicante, Espanha       | São Petersburgo, Rússia | 10           |
| 2005–06 | ABN AMRO One       | 7             | Sanxenxo, Espanha       | Gotemburgo, Suécia      | 9            |
| 2001–02 | Illbruck Challenge | 8             | Southampton, Inglaterra | Kiel, Alemanha          | 10           |
| 1997–98 | EF Language        | 10            | Southampton, Inglaterra | Southampton, Inglaterra | 9            |
| 1993–94 | NZ Endeavour       | 14            | Southampton, Inglaterra | Southampton, Inglaterra | 6            |
| 1989–90 | Steinlager 2       | 23            | Southampton, Inglaterra | Southampton, Inglaterra | 6            |
| 1985–86 | L'Esprit d'Equipe  | 15            | Southampton, Inglaterra | Portsmouth, Inglaterra  | 4            |
| 1981–82 | Flyer              | 29            | Southampton, Inglaterra | Portsmouth, Inglaterra  | 4            |
| 1977–78 | Flyer              | 15            | Southampton, Inglaterra | Southampton, Inglaterra | 4            |
| 1973–74 | Sayula II          | 17            | Portsmouth, Inglaterra  | Portsmouth, Inglaterra  | 4            |